# Трофеус
Трофеус (лат. Tropheus) — невеликий рід риб родини цихлових. Риби цього роду мешкають у озері Танганьїка, що розташований у Східній Африці. Трофеуси широко розповсюджені в усіх регіонах озера Танганьїка. Для самців і самиць чітко виражений статевий диморфізм. Самці мають дещо більший розмір. У всіх видів самиці виношують ікру в роті, що видно з латинської назви роду. Tropheus походить від грецького слова «trophos», що значить «виховувати». Риби цього роду мають невелике промислове значення для місцевого населення через відносно невеликі розміри в природному середовищі; вони ховаються в випадку небезпеки серед скель. Більшість видів зустрічаються вздовж узбережжя озера на глибині менше 3 метрів. Це скелясті береги, що нагадують природне середовище цихлід групи «Мбуна» озера Малаві. Вони забезпечують захист у природному середовищі й харчування через енергійно великий ріст водоростей під дією довгих годин сильних сонячних променів на малій глибині. Тільки Tropheus duboisi мешкає в більш глибоких областях озера, на глибині близько 15-20 метрів. Усі види рослиноїдні, їх рот пристосований до зішкрібування водоростей з підводних каменів.
Рід має популярність серед аматорів-акваріумістів завдяки гарному забарвленню й цікавій поведінці риб.

## Види
Рід налічує 7 видів риб родини цихлові.
- Tropheus annectens Boulenger 1900
- Tropheus brichardi Nelissen & Thys van den Audenaerde, 1975
- Tropheus duboisi Marlier 1959
- Tropheus kasabae Nelissen 1977
- Tropheus moorii Boulenger 1898
- Tropheus polli Axelrod 1977
- Tropheus tropheops (Regan 1922)